# Трговина људима у Турској
Турска је ратификовала Протокол УН-а о трговини људима из 2000. у марту 2003. године.
У 2007. години земља је била главна дестинација за жртве трговине људима, према извјештају који је израдио Канцеларија Уједињених нација за дрогу и криминал (УНДОЦ). Земље извора идентификованих жртава трговине људима у 2008. године су Туркменистан, Узбекистан, Молдавија, Киргистан, Русија, Грузија, Украјина, Азербејџан, Румунија, Казахстан, Бјелорусија, Бугарска, Индонезија и Мароко. Наиме, руски синдикати организованог криминала се баве трговином женама ради проституције, а жене из источне Европе су се појавиле у многим европским земљама, укључујући Турску.
Канцеларија за праћење и борбу против трговине људима америчког Стејт департмента ставила је земљу у „ниво 2“ 2017. и 2023. године.
У извештају GRETA из 2019. године наведено је да је већина жртава враћена у своје матичне земље након 30 дана, што је довело до ниске стопе пресуда на судовима.
У 2023. години, Индекс организованог криминала дао је земљи оцену 8 од 10 за трговину људима, уз напомену да државни званичници имају значајно учешће у извршењу овог злочина.
Турска је земља са највећом стопом модерног ропства у цијелој Европи и Централној Азији. Национални план против овог феномена формиран је 2009. године и од тада није ажуриран.

## Судско процесуирање трговине људима у Турској (2008.)
Влада Турске показала је снажне напоре у области провођења закона и тужилаштва у борби против трговине људима током извјештајног периода. Члан 80. Кривичног законика забрањује трговину људима ради сексуалне експлоатације и присилног рада и прописује казне од 10 до 15 година затвора, које су довољно строге и сразмерне казнама за друга тешка кривична дјела, као што је сексуални напад.
Влада је извјестила да је током 2007. године осудила четири трговца људима на основу недавно измјењеног члана 80, али већина кривичних гоњења — започета прије амандмана на члан 80 — настављена је према члану 227, претходном примарном закону о борби против трговине људима. Поред четири осуђујуће пресуде по члану 80, влада је 2007. године процесуирала 160 осумњичених и осудила 121 починиоца, што је драматичан пораст у односу на 36 осуђених у 2006. години. Казне изречене трговцима људима осуђеним по члану 227 су у просјеку три године затвора и новчане казне, неки од њих значајне. Тридесет и два осуђена трговца људима осуђена су на затворске казне преко четири године. Према турском закону, затворска казна од двије године или мање може се смањити на условну; од 121 осуде, 26 је осуђено на двије године или мање. Осамнаест трговаца људима осуђених по другим кривичним законима добило је новчане казне и затворске казне у распону од 10 мјесеци до четири године и два мјесеца. Иако су направљена нека побољшања, Влада Турске треба да настави да шири сарадњу у области спровођења закона и тражи могућности за унапријеђење правосудне сарадње са земљама извора.
Према неколико медијских извештаја 2007. године, ограничен број јавних службеника је ухапшен због кривичних дјела везаних за трговину људима. Влада Турске је извјестила да су, између 2004. и 2007. године, 32 јавна службеника била подвргнута судским поступцима због помагања трговцима људима, посредовања у проституцији или примања мита. Влада је 2007. године разрјешила судију Апелационог суда у вези са помагањем трговцима људима; процес је у току. Влада је наставила истрагу у вези са управником затвора који је ухапшен и затворен у фебруару 2007. године због злоупотребе овлашћења и примања мита који је омогућио трговину људима. Правосудни комитет је препоручио да она буде искључена са јавне дужности.

## Заштита (2008)
Влада је наставила своје напоре у пружању помоћи жртвама; међутим, међународни донатори су се укључили да помогну у отклањању мањка финансијских средстава за једно склониште за трговину људима током периода извјештавања. Иако није било прекида у основним услугама, недостатак финансирања приморао је једно склониште да се одрекне плата особља и преусмјери друге ресурсе у циљу финансирања ових основних услуга. Недостатак досљедног и гарантованог финансирања турских склоништа за трговину људима ослабио је укупне напоре владе у заштити у 2007. години. Влада је извјестила да је усредсређена на проналажење дугорочног финансијског рјешења за овај проблем. Склоништа које воде невладине организације пружила су његу за 109 жртава трговине људима у 2007. години. Влада је 2007. године идентификовала укупно 148 жртава трговине људима; Међународна организација за миграције (ИОМ) помогла је 118 од ових жртава. Преостале жртве су одбиле механизам за упућивање ИОМ-а и одлучиле да се одмах врате у своје земље, уз њихов безбједан повратак гарантован од стране владе. Четири малољетне жртве које нису званично упућене ИОМ-у за помоћ су ипак добиле помоћ од склоништа, а њихову добробит је обезбедила Управа за социјалне услуге и сиротишта премијера. Влада охрабрује жртве да учествују у истрагама и кривичном гоњењу о трговини људима, нуди им бесплатну правну помоћ и нуди правне алтернативе њиховом уклањању у земље у којима би се суочиле са одмаздом или тешкоћама. Стране жртве могу поднијети захтев за хуманитарне визе и остати у Турској до шест мјесеци са могућношћу продужења за додатних шест мјесеци; Влада је издала три хуманитарне визе за жртве 2007. године.
Влада не кажњава идентификоване жртве за злочине почињене као резултат трговине људима. Усклађивање са законодавством је кључно за координацију и регулисање међународне модерне трговине робљем. Међународна нерегуларна миграција наставља да расте у Турској. Поштовање међународних обавеза које су преузеле земље у окружењу Турске у погледу кријумчарења помоћи ће у спречавању организованог криминала. Како повећана глобализација води ка већој глобализацији ирегуларних миграција, превенција подразумјева унапређење сарадње, координације и јачање канала легалних миграција. Влада је предузела кораке да обезбеди одговорну и безбедну репатријацију жртава трговине људима тако што ће пратити посебне процедуре за излазак и контактирати владе у вези са њиховом документацијом и обавестити их о накнадној репатријацији.
Турска је важна дестинација за јерменске жртве трговине људима у сврхе сексуалне експлоатације, према заједничкој студији из 2007. године „Процјена потреба за обуком за борбу против трговине људима за спровођење закона Републике Јерменије“, коју је урадила Организација за европску безбедност и сарадњу (ОЕБС), Међународна организација рада (ИЛО), Програм Уједињених нација за развој (УНДП) и Међународни центар за развој миграционе политике (ИЦМПД), као и процјена ОЕБС-а из 2007. године „Трговина људима у Републици Јерменији“, иако се свеобухватни статистички подаци тешко добити. Влада Турске није пријавила идентификацију ниједне жртве из Јерменије 2007. године, али су јерменске жртве идентификоване и пружене помоћи у претходним периодима извјештавања.

## Превенција (2008)
Влада је повећала своје напоре у превенцији 2007. године. Владина међуагенцијска радна група састајала се чешће и развила нови Национални акциони план, који тренутно чека на формално усвајање. Влада је сигнализирала да ће од ИОМ-а преузети финансирање и рад телефонске линије за борбу против трговине људима „157“. Ова телефонска линија постала је оперативна за међународне позиве 2007. године, а током извјештајног периода је спасено 28 жртава. Јандарма (Жандармерија) је објавила водич и подјелила 3.280 примјерака како би обучила службенике да идентификују трговину људима, а национална полиција је 2007. подјелила 1.000 примјерака сличног водича својим јединицама. Власти су наставиле да дијеле мале улошке пасоша путницима који улазе у земљу у одређеним лукама -улазна и турске амбасаде су подносиоцима захтјева за визу у земљама поријекла обезбједиле уметке о свијести о трговини људима, иако је степен у коме је овај метод упозоравања потенцијалних жртава ефикасан је упитан, с обзиром на то да многим држављанима земаља поријекла није потребна виза за улазак у Турску.
Влада је 2007. године објавила свој први годишњи извјештај о борби против трговине људима у Турској. Турски центар за обуку НАТО-а Партнерство за мир (ПФП) био је домаћин обуке за борбу против трговине људима за турско и друго особље НАТО-а и земаља ПФП-а. Центар такође одржава годишњу обуку за борбу против трговине људима за турске јединице додјељене мировним операцијама.